# Arthur Okun
Arthur Okun (anglès: Arthur Melvin Okun)  (Jersey City, 28 de novembre de 1928 - Washington DC, 23 de març de 1980) va ser un economista nord-americà. Va exercir com a president del Consell d'Assessors Econòmics entre 1968 i 1969. Abans de servir al CEA, va ser professor a la Universitat Yale i, després, va ser becari a la Institució Brookings de Washington, DC. El 1968 va ser elegit membre de l'Associació Americana d'Estadística.
Okun és conegut en particular per promulgar la llei d'Okun, una relació observada que estableix que per cada 1% d'augment de la taxa d'atur, el PIB d'un país serà aproximadament un 2,5% addicional inferior al seu PIB potencial. També se'l coneix com el creador de l'índex de misèria i l'analogia de la pèrdua de pes mort de la fiscalitat amb una galleda amb fuites. Va morir el 23 de març de 1980 d'un infart.
Okun es va graduar al Columbia College l'any 1949 amb l'Albert Asher Green Memorial Prize per al màxim GPA. Va passar a obtenir un doctorat en economia a Columbia el 1956 abans d'ensenyar a la Universitat Yale.

## Obres
- Equality and Efficiency: The Big Tradeoff (Washington, DC: Brookings Institution, 1975)
- Prices and Quantities: A Macroeconomic Analysis, vegeu aquí (1981) ISBN 0-8157-6480-4